# Druckwindharmonium
Das Druckwindharmonium (auch Druckluftharmonium genannt) ist eine  auch in Deutschland seit Ende des 19. Jahrhunderts weit verbreitete Art des Musikinstruments Harmonium (neben Kunstharmonium und Saugwindharmonium). Das Druckwindharmonium kommt dem speziell für den künstlerisch-solistischen Einsatz konzipierten Kunstharmonium näher als das Saugwindharmonium. Auch heute sind noch in Kirchen und Kapellen Instrumente dieses Typs zu finden.

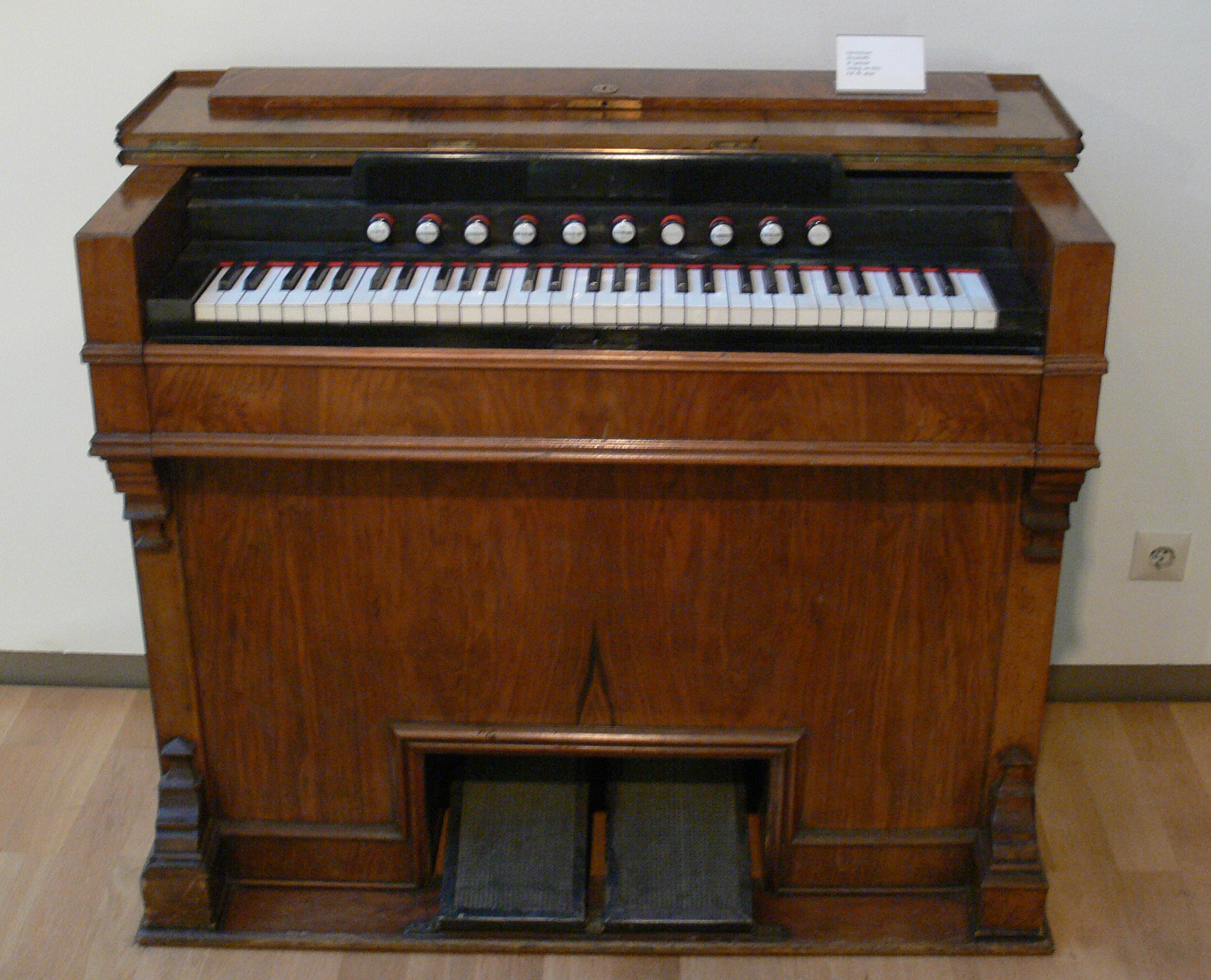
Harmonium (Druckluft), W. Sprössel, Leipzig um 1870 Musikinstrumentenmuseum Berlin, Kat.- Nr. 4690 – Anmerkung zum ursprünglichen Text zum Foto: Sprössel dürfte ein Musikalienhändler sein, der evtl. sein eigenes Etikett anbrachte (was durchaus üblich war). Das abgebildete Instrument ist zweifellos ein Fabrikat von Ph. J. Trayser in Stuttgart. Dafür sprechen die beiden silbernen Plaketten oberhalb der Tastatur, das Design (identisch mit Trayser-Fabrikaten um 1870 und anhand von zahlreichen Vergleichsexemplaren belegbar) sowie die Gestaltung der Registerknöpfe.

## Tonerzeugung
Das Druckwindharmonium gleicht in der Funktionsweise der Orgel. Beim Druckwindharmonium wird der Ton in genau entgegengesetzter Weise zum Saugwindharmonium erzeugt. Durch das Treten des Pedals wird ein Druckspeicher, das Windmagazin, gefüllt. Er steht damit unter Druck. Beim Niederdrücken einer oder mehrerer Tasten entweicht die Luft durch die „Zunge“ (Tonträger im Harmonium) nach außen, dabei entsteht der Ton.

## Ausstattung
Gegenüberstellung von Saugwindharmonium und Druckwindharmonium:
- Das Druckwindharmonium besitzt einen Expressionszug.
- Die Klaviatur eines Druckwindharmoniums reicht von C bis c4. Die eines Saugwindharmoniums reicht von F1 bis f3.
- Klaviaturteilung eines Druckwindharmoniums liegt zwischen e1 und f1. Die eines Saugwindharmoniums zwischen h0 und c1

## Geschichte
Ursprünglich wurde dieser Harmoniumtyp in Frankreich entwickelt. Das klassische Druckwindharmonium geht auf den Erbauer Alexandre-François Debain zurück. Er erhielt 1842 ein Patent für das nach dem Druckwindsystem funktionierende genau beschriebene Instrument mit dem bis heute gebräuchlichen Namen »Harmonium«.

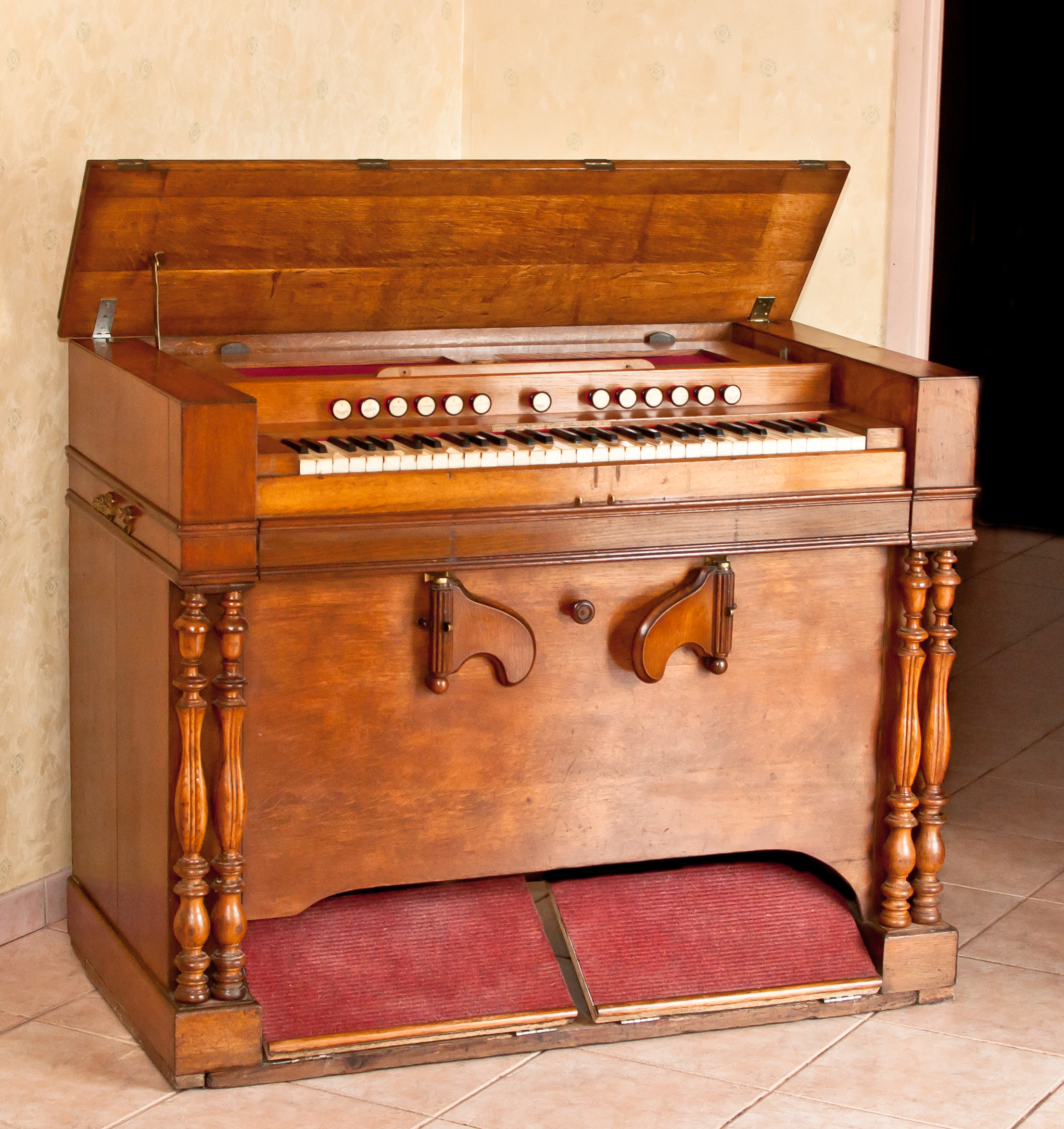
Druckwindharmonium aus der Fabrikation „Debain“ mit vier Spielen, 1865

Um 1850 gründeten Philip Trayser und J. & P. Schiedmayer in Stuttgart Harmonium-Fabriken. Die Firmengründer (in Frankreich ausgebildet) führten das französische Druckwindharmonium in Deutschland ein. Die europäischen Hersteller bauten zunächst in großer Zahl Instrumente des Druckwindharmoniumtyps.
Nach und nach produzierten große Harmoniumfabriken (Firmengründer in Sachsen wie 'Theodor Mannborg', 'Lindholm') allerdings Instrumente nach dem neuen Saugwindsystem – vor allem weil diese Instrumente preiswerter herstellbar waren.